# Porta Reale
La Porta Reale ou Porta Carolina ou Porta delle Vittorie ou encore Porta di Santa Teresa est une porte historique de Palerme.

## Histoire
La porte a été construite en 1783 et inaugurée le 16 janvier 1784, pour remplacer la Porta delle Vittorie préexistante dont la construction remontait à la période de domination arabe de la ville de Palerme (le nom arabe d'origine était bàb al futùh). Le nom actuel a plutôt été donné par la reine Maria Carolina de Habsbourg-Lorraine, épouse du roi Ferdinand Ier de Bourbon. La porte est également connue sous le nom de Porta di Santa Teresa pour la proximité du monastère carmélite du même nom sur la Piazza Kalsa.
C'est une œuvre de grand style qui, contrairement aux autres portes, est visible des 4 points cardinaux.

## Porte de la victoire
Le Grand Comte Roger sur le site de la porte arabe primitive construit l'église de Santa Maria della Vittoria .